# 1095 Avenue of the Americas
O 1095 Avenue of the Americas (ou Verizon Building) é um arranha-céu. Actualmente é o 190º arranha-céu mais alto do mundo, com 192 m (630 ft). Edificado na cidade de Nova Iorque, Estados Unidos, foi concluído em 1974 com 41 andares.
O edifício foi construído de 1973 a 1974 para sediar a empresa Verizon Communications (Empresa de telefonia da cidade de Nova Iorque). Então passou a se chamar de Verizon Building por mais de 32 anos. Em 2006 a Verizon Communications vendeu o edifício, e se transferiu para o 375 Pearl Street que já tinha escritórios da empresa. E então em 2007 o edifício passou por uma renovação que gastou o equivalente a 260 milhões de dólares, e a renovação ficou concluída no final de 2007. Agora o edifício passa a se chamar de 1095 Avenue of the Americas, e é uso de escritórios.